# Brissus brissus
Brissus brissus är en sjöborreart som först beskrevs av Nathanael Gottfried Leske 1778.  Brissus brissus ingår i släktet Brissus och familjen lyrsjöborrar. Inga underarter finns listade i Catalogue of Life.